# 엘리종
엘리종(프랑스어: élision)은 다음 단어를 시작하는 모음보다 단어 끝에 있는 모음을 지우는 것이다. 음성학의 관점에서, 그것은 모음 이니셜이 있는 다른 단어 이전에 단어의 마지막 모음을 부드럽게 하는 것으로 구성된 일종의 묵시록이다.
이것은 시날레프의 특정한 형태, 즉 서로 다른 음절에 속하는 두 개의 연속적인 모음(모음이 중단된 상태에서 말하는 모음)의 단일 음절에서 발음하는 것이다.
여성의 성별에서 나온 이 용어는 라틴어 elisio(속격: elisionis, 여성), supin elisum, 동사 elidere("제거하다")에서 유래했다.

## 같이 보기
- 리에종
- 어미음 탈락(apocope)